# Drago Kobal
Karel Drago Kobal, slovenski španski borec in komunist, * 24. oktober 1911, Sveti Križ pri Ajdovščini, † 31. avgust 1944, Požarevac.

## Življenjepis
Rodil se je kot najstarejši sin. Imel je še tri brate in tri sestre. Ko je imel 10 let, se je z družino preselil v Maribor. Tam je obiskoval osnovno šolo na Pobrežju in bil odličen učenec. Njegov oče je bil po poklicu ključavničar in je obrt izvrševal do leta 1929. Potem so odprli majhno trgovino z živili na Pobrežju. V njej se je kasneje izučil tudi sam in jo kasneje vodil. Doma je bil do leta 1936, nato je leta 1937 skrivaj odšel s čolnom po rekah do Beograda, kmalu zatem v Pariz in od tam v Španijo. Tam se je boril kot prostovoljec, španski borec. Po koncu španske državljanske vojne je bil ujet in odpeljan v taborišče Gurs v Franciji. Leta 1939 mu je uspelo zbežati in je poleti prišel nazaj v domovino. Tu je ostal slabe tri mesece, nato je jeseni leta 1939 odšel v Beograd. V Beogradu je bil nekaj časa brez službe, nato pa je dobil delo v tovarni Philipss radio. Februarja leta 1941 se je poročil z Zlatko Karer. Kmalu po začetku okupacije je odšel iz Beograda in dobil službo v rudniku Kostolac pri Požarevcu. Do leta 1944 je bil član rajonskega komiteja Komunistične partije Jugoslavije. Na poti v zapor v Požarevac 31. avgusta 1944 je bil izdan in ujet. Na avtomobilu je bil ob poskusu razorožitve s strani Gestapa ubit.
Po njem se imenuje Osnovna šola in ulica na Pobrežju v Mariboru.